# 탕게스탄잎가락도마뱀붙이
탕게스탄잎가락도마뱀붙이(Asaccus tangestanensis)는 이란에 고유한 잎가락도마뱀붙이류의 일종이다. 부시르주(:en:Bushehr Province)의 자그로스산맥 남부에 분포하며 절벽과 동굴에 서식한다. 모식종은 2008년에 수집되었으며, 종명은 모식지 탕게스탄을 따서 지었다.
길이가 49–57 mm (1.9–2.2 in) 에 이르는 중형 도마뱀붙이류이지만, 동남아잎가락도마뱀붙이류 중에서는 큰 편이다. 몸은 가늘고 사지는 길며, 꼬리는 몸보다 길다. 동남아잎가락도마뱀붙이속의 다른 종과는 다음과 같은 점에서 구별할 수 있다:
- 손톱 너머로 뻗치지 않는 빨판,
- 다리의 결절,
- 등의 대부분의 부위에 돋아난 크고 용골진(keeled) 삼면체형 결절
- 가늘고 긴 팔다리.[2]

같이 서식하는 파충류는 Hemidactylus persicus, Laudakia nupta, Trapelus agilis, Tropiocolotes persicus, Coluber sp., Macrovipera lebetina, Echis carinatu, Pristurus rupestris, Cyrtopodion sp., Trapelus agilis, Heremites auratus 따위가 있다.